# Sugiura Ichiro
Ichiro Sugiura (sinh ngày 14 tháng 7 năm 1974) là một cầu thủ bóng đá người Nhật Bản.

## Sự nghiệp câu lạc bộ
Ichiro Sugiura đã từng chơi cho Urawa Reds.